# 5505 Rundetaarn
Az 5505 Rundetaarn (ideiglenes jelöléssel 1986 VD1) a Naprendszer kisbolygóövében található aszteroida. Poul Jensen fedezte fel 1986. november 6-án.